# Nemesis (1839)
 (juillet 2023).
La mise en forme du texte ne suit pas les recommandations de Wikipédia : il faut le « wikifier ».
Les points d'amélioration suivants sont les cas les plus fréquents. Le détail des points à revoir est peut-être précisé sur la page de discussion.
- Les titres sont pré-formatés par le logiciel. Ils ne sont ni en capitales, ni en gras.
- Le texte ne doit pas être écrit en capitales (les noms de famille non plus), ni en gras, ni en italique, ni en « petit »…
- Le gras n'est utilisé que pour surligner le titre de l'article dans l'introduction, une seule fois.
- L'italique est rarement utilisé : mots en langue étrangère, titres d'œuvres, noms de bateaux, etc.
- Les citations ne sont pas en italique mais en corps de texte normal. Elles sont entourées par des guillemets français : « et ».
- Les listes à puces sont à éviter, des paragraphes rédigés étant largement préférés. Les tableaux sont à réserver à la présentation de données structurées (résultats, etc.).
- Les appels de note de bas de page (petits chiffres en exposant, introduits par l'outil «  Source ») sont à placer entre la fin de phrase et le point final[comme ça].
- Les liens internes (vers d'autres articles de Wikipédia) sont à choisir avec parcimonie. Créez des liens vers des articles approfondissant le sujet. Les termes génériques sans rapport avec le sujet sont à éviter, ainsi que les répétitions de liens vers un même terme.
- Les liens externes sont à placer uniquement dans une section « Liens externes », à la fin de l'article. Ces liens sont à choisir avec parcimonie suivant les règles définies. Si un lien sert de source à l'article, son insertion dans le texte est à faire par les notes de bas de page.
- La présentation des références doit suivre les conventions bibliographiques. Il est recommandé d'utiliser les modèles {{Ouvrage}}, {{Chapitre}}, {{Article}}, {{Lien web}} et/ou {{Bibliographie}}. Le mode d'édition visuel peut mettre en forme automatiquement les références.
- Insérer une infobox (cadre d'informations à droite) n'est pas obligatoire pour parachever la mise en page.

Pour une aide détaillée, merci de consulter Aide:Wikification.
Si vous pensez que ces points ont été résolus, vous pouvez retirer ce bandeau et améliorer la mise en forme d'un autre article.
Pour les articles homonymes, voir Némésis (homonymie).
Pour les autres navires du même nom, voir Nemesis.
Le Nemesis est le premier navire de guerre océanique britannique à coque de fer. Il est le plus grand d'une classe de six navires similaires commandés par le « Comité secret » de la Compagnie britannique des Indes orientales. Lui et ses navires jumeaux Phlegethon, Pluto, Proserpine, Ariadne et Medusa, sont construits au chantier naval de John Laird à Birkenhead.
Lancé en 1839, le Nemesis est déployé en Chine, où il arrive fin 1839, et est utilisé lors de la première guerre de l'opium sous le commandement du capitaine William Hutcheon Hall (en) et plus tard en 1842 sous le capitaine Richard Collinson. Il fit une telle impression à ses adversaires chinois que ceux-ci le surnommèrent le « navire du diable ».

## Construction
Bien que commandé par le « Comité secret » de la Compagnie britannique des Indes orientales en 1839, le navire n'apparait pas sur la liste de la compagnie amenant The Times à commenter : « ...ce navire est muni d'une lettre de licence ou d'une lettre de marque de l'Amirauté. Si tel est le cas, cela ne peut être que contre les Chinois, et à des fins de contrebande d'opium, il est admirablement adapté. »
Le Nemesis est une canonnière construite par la société de construction navale britannique Birkenhead Iron Works de John Laird en trois mois. Il a une longueur de 56 mètres, une largeur de 8,8 mètres, un tirant d'eau de 1,8 mètre lorsqu'il est plein de charbon et moins de 1,6 lorsqu'il est chargé avec moins, et une charge de 660 tonnes,. Il est propulse par deux moteurs Forrester de 60 chevaux et armé de deux canons de 32 livres montés sur pivot et de quatre canons de 6 livres. Le navire à vapeur et à voile est particulièrement efficace en Chine car son faible tirant d'eau de seulement 1,5 mètre lui permet de remonter les rivières pour poursuivre et engager d'autres navires cibles.
Il est le premier navire de guerre équipé de cloisons étanches, ce qui lui permet de survivre aux dommages à la coque qu'il subit lors d'essais en mer et en route vers la Chine en 1840. Cette année-là, le Nemesis devient le premier navire de fer à passer le cap de Bonne-Espérance, aidé par les techniques développées l'année précédente par George Airy, l'Astronome royal, d'ajustement des boussoles à l'effet des coques en fer. Mais ces ajustements ne sont pas particulièrement efficaces, de sorte que la boussole du navire fonctionne mal tout au long de sa carrière.

## Chine

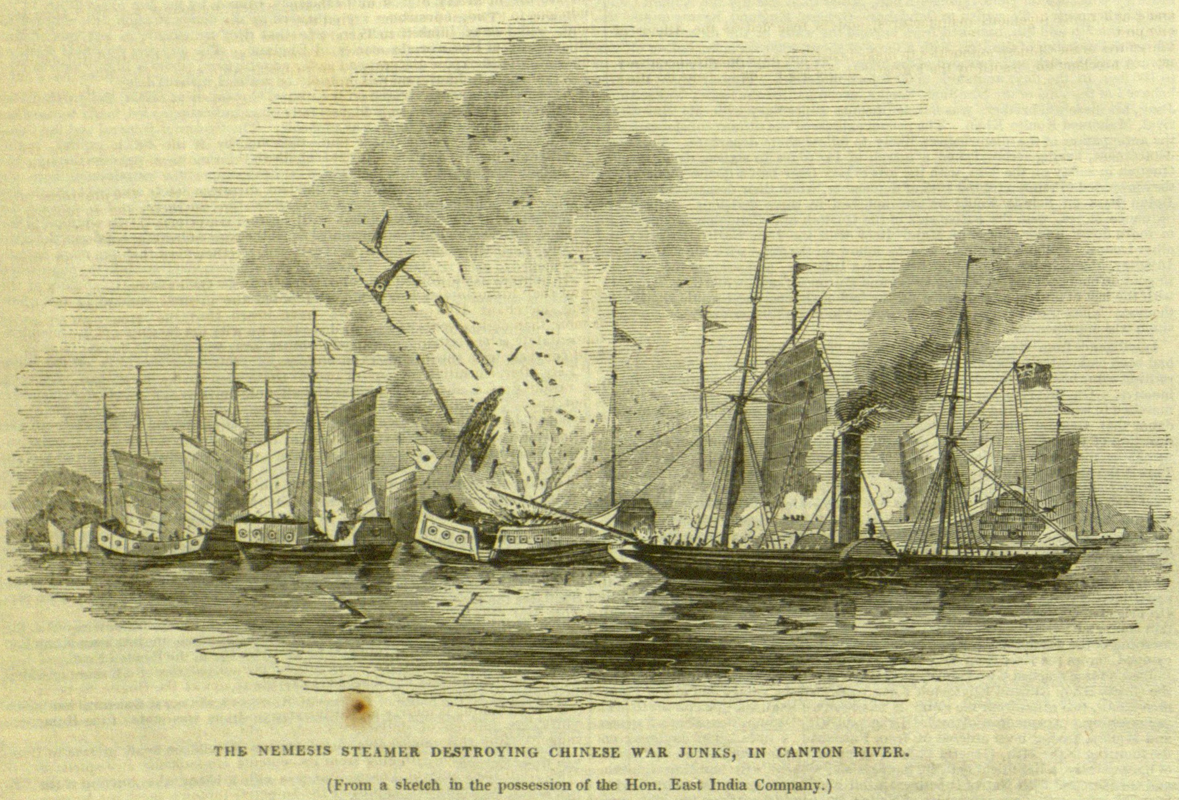
Dessin d'une action du Nemesis durant la première guerre de l'opium (The Illustrated London News').

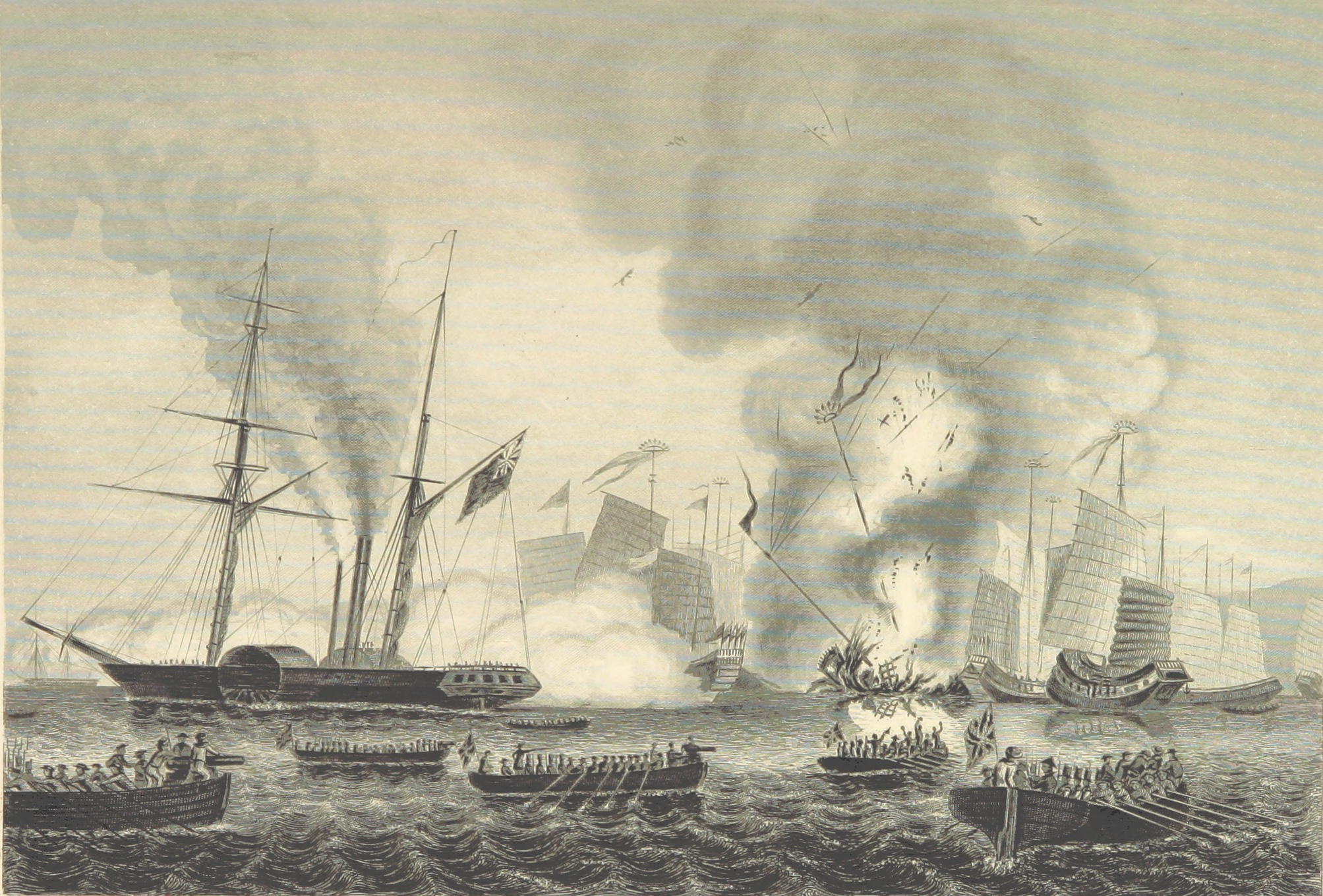
Le Nemesis et d'autres navires britanniques engageant des jonques chinoises lors de la seconde bataille de Chuanbi le 7 janvier 1841.

Le Nemesis arrive au large des côtes de la Chine fin 1840, bien qu'au moment où il avait quitté le port de Liverpool, il fut publiquement laissé entendre qu'il était destiné à Odessa afin de garder le voyage secret. Un officier britannique écrit que le déclenchement de la première guerre de l'opium est « considéré comme une opportunité extrêmement intéressante pour tester les avantages ou les défauts des navires à vapeur en fer ». Il fait son baptême du feu lors de la seconde bataille de Chuanbi le 7 janvier 1841 contre la flotte chinoise et les forts du détroit de la Bouche du Tigre (en). Lors de la bataille de la Première barre (27 février), le Nemesis coule le Cambridge (en), un ancien indiaman acheté par les Chinois et réarmé. En raison de son faible tirant d'eau, il est capable de se déplacer dans les eaux peu profondes lors de l'expédition de la Broadway du 13 au 15 mars et participe à la capture de Canton le 18 mars. Basé à Chusan, il participe également aux combats de Taisam en février 1842, lors d'une escarmouche réussie associée à la répulsion d'une attaque chinoise beaucoup plus importante sur Ningpo.

## Carrière ultérieure
Après la première guerre de l'opium, le Nemesis est chargé de la répression de la piraterie près de l'Indonésie et des Philippines. Il opère depuis Bombay et Karachi.
En mai 1846, il attaque une flottille de proues de pirates Sooloo (en) sur le fleuve Brunei à Bornéo. Vers la fin de 1846, à la suite d'émeutes populaires à Canton ayant débuté en juillet, il est affecté par John Davis (en) à la protection du comptoir (en) de la Compagnie britannique des Indes orientales. Il se retire vers février 1847, malgré les protestations des marchands. Début 1853, il aide le navire à vapeur Zenobia de la compagnie à expulser les troupes birmanes de la province de Bassein (en). Il part de Shanghai le 1er février 1854 à destination de Belfast.
Les frères Laird présenteront un modèle du Nemesis à l'Exposition universelle de 1893.